# قلعه لانک

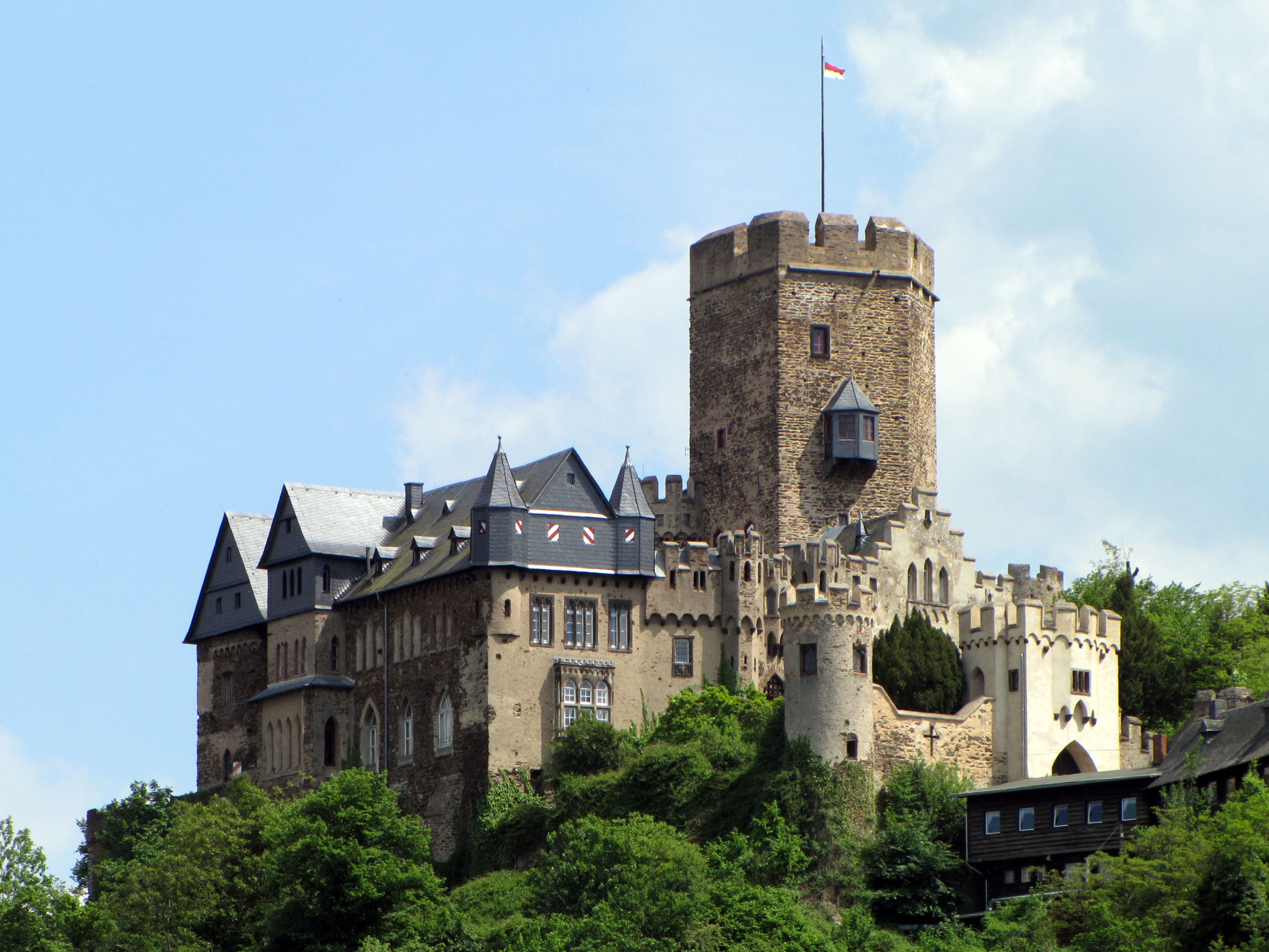
نمایی از قلعه لانک

قلعه لانِک (به آلمانی: Burg Lahneck) یک قلعه قرون وسطایی در شهر لان‌اشتاین در کشور آلمان است. این قلعه قرن ۱۳امی روی تپه‌ای با شیب تند و در نزدیکی محل برخورد دو رود لان و راین قرار دارد.
این قلعه در انگلستان به خاطر مرگ ایدیلیا دوب در آن شناخته شده است. ایدیلیا دوب دختری ۱۷ ساله اهل اسکاتلند بود؛ او هنگامی که سرگرم بازدید از این مکان بود از راه‌پله برج این قلعه بالا می‌رود اما راه‌پله چوبی ناگهان پشت سر او فرو می‌ریزد و در بالای برج حبس می‌شود. باقی مانده پیکر ایدیلیا بعدها در بالای برج پیدا می‌شود.

## تاریخچه
زیگفرید سوم، اسقف اعظم مینز، این قلعه را در سال ۱۲۲۶ میلادی برای محافظت از از قلمرو خود ساخت.